# Koloniale Medaille
De Koloniale Medaille (Frans: Médaille coloniale) is een Franse onderscheiding die door de Wet van 29 juli 1893 in het leven werd geroepen. De medaille is bestemd voor militaire dienst in oorlogstijd in het Franse koloniale rijk en in de Franse protectoraten.
In 1962 had het Franse imperium opgehouden te bestaan. President Charles de Gaulle wijzigde de naam in een decreet van 6 juni 1962 in médaille d'outre-mer of Overzeese Medaille.
In de wet van 1893 werden Algerije. Cochinchina, Ivoorkust, Marquesaseilanden , Nossi-Bé, Nieuw-Caledonië – Senegal, Soedan, de Genootschapseilanden en Tunesië met name genoemd. De overlevende veteranen van de verovering van Algiers in 1830 kregen de medaille alsnog.
De door kapitein Marie-Nicolas Saulnier de La Pinelais van de Franse marine ontworpen ronde zilveren medaille is 30 millimeter breed en draagt op de voorzijde een afbeelding van Marianne en de tekst "République Française". Op de keerzijde staat een wereldbol afgebeeld met anker en een trofee. Het lint is wit en blauw gestreept. De medaille wordt en werd in de Munt in Parijs geslagen.
Het fabriceren van de medaille is een monopolie van de munt maar er zijn minderwaardige afslagen door particulieren bekend.
Op het lint van de medaille wordt met een rechthoekige zilveren gesp aangegeven waar de medaille werd verworven. Deze zesenvijftig verschillende gespen werden niet alleen door de Munt maar ook door anderen gefabriceerd en zij zijn herkenbaar aan hun keuren. Er zijn ongeveer twee miljoen gespen gefabriceerd
Er zijn ook benoemingen « sans agrafe » bekend voor zes jaren dienst overzee. Al met al komen 119 combinaties van gespen voor.

## Bijzondere gespen
- De gesp "De l’Atlantique à la mer Rouge" werd verleend aan de opvarenden van het smaldeel van commandant Marchand. Zij hadden een lange en gevaarlijke reis gemaakt.
- De gesp "Mission saharienne"» voor de deelnemers aan de expeditie van commandant François Joseph Amédée Lamy in de Sahara.

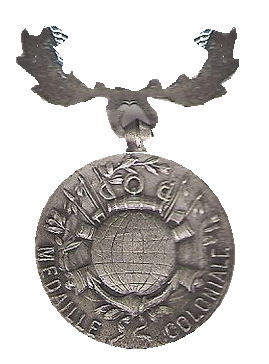
Keerzijde van de medaille

- De gesp "Centre africain" voor de "mission Gentil".
- De gesp "Gabon-Congo" voor de ontdekkingsreis van Savorgnan de Brazza.

Deze vier gespen komen zowel in zilver als in goud voor.

## Een aantal van de gespen
- ALGERIE
- COCHINCHINE
- CÔTE DE L’OR
- ÎLES MARQUISES
- NOSSI-BE
- NOUVELLE-CALEDONIE
- SENEGAL-SOUDAN ingesteld op 22 februari 1896
- ÎLES DE LA SOCIETE
- AFRIQUE OCCIDENTALE FRANCAISE ingesteld in 1900
- MAROC ingesteld in 1912 maar ook verleend voor de verovering van het Rif-gebergte tussen 1921 en 1926.
- TUNISIE
- SAHARA
- BIR-HAKEIM ingesteld in 1942
- ERYTHREE
- ETHIOPIE
- FEZZAN
- FEZZAN TRIPOLITAINE
- KOUFRA
- LIBYE
- SOMALIE
- TUNISIE (Voor de oorlog in de jaren 1942-1943)
- AFRIQUE FRANCAISE LIBRE

Op het lint van de "médaille d'outre-mer" of Overzeese Medaille werden na 1962 de volgende dertien gespen toegekend. Franse vredesoperaties en militair ingrijpen in Europa zelf (bijvoorbeeld in Bosnië) geeft geen recht op deze medaille of op gespen op een eerder toegekende Overzeese Medaille.
- TCHAD
- MAURITANIE
- ZAÏRE
- LIBAN
- ORMUZ
- MOYEN-ORIENT
- CAMBODGE
- SOMALIE
- RWANDA
- IRAK
- REPUBLIQUE CENTRAFRICAINE
- CÔTE D'IVOIRE
- REPUBLIQUE DEMOCRATIQUE DU CONGO

## Protocol
De medaille werd op de linkerborst gedragen. Wanneer men op uniformen geen modelversierselen droeg was een kleine rechthoekige baton in de kleuren van het lint voorgeschreven. De medaille werd ook als miniatuur met een doorsnede van 19 millimeter gedragen op bijvoorbeeld een rokkostuum.

## Gedecoreerde
- Edgar Puaud (met gespen Marokko 1926 + Syrië + Indochina)